# Toleranční kostel (Humpolec)
Toleranční kostel stojí na Zichpilu, bývalé humpolecké čtvrti a dnes ulici, naproti Nápravníkově stavení, se kterým tvoří skanzen Zichpil. Přes parkoviště pak sousedí s kostelem sv. Jana Nepomuckého se hřbitovem. Od roku 1963 je chráněn jako kulturní památka.

## Historie
Základní kámen ke stavbě tolerančního kostelíka byl položen 18. května 1785. Během stavby vyšlo 26. srpna nařízení, podle kterého nesměla být okna zaklenutá, ale musela být čtverhranná, takže stavba byla pozastavena a okna se musela upravit. K vysvěcení došlo 9. října téhož roku a tím pádem se jedná o jeden z nejstarších tolerančních kostelů v Čechách. Na konci 40. let 19. století prošel úpravami, při kterých došlo k obnovení zaklenutí oken a k vyražení nového vchodu v průčelí. Starý vchod od bývalé fary pak zůstal jako vedlejší. Po výstavbě nového evangelického kostela na Českém městě fungoval pouze jako pohřební. Poté jej až do roku 1961 využívala tehdejší Československá církev husitská. Ta v tom roce odkoupila bývalou židovskou synagogu a toleranční kostel následně opět plnil pohřební funkci, tentokrát obou církví. V roce 1976 došlo k vystavění smuteční síně u hřbitova a toleranční kostelík tak byl více než 30 let nevyužívaný. Od roku 2012 je přístupný veřejnosti v rámci skanzenu Zichpil.